# Frötuna kyrka

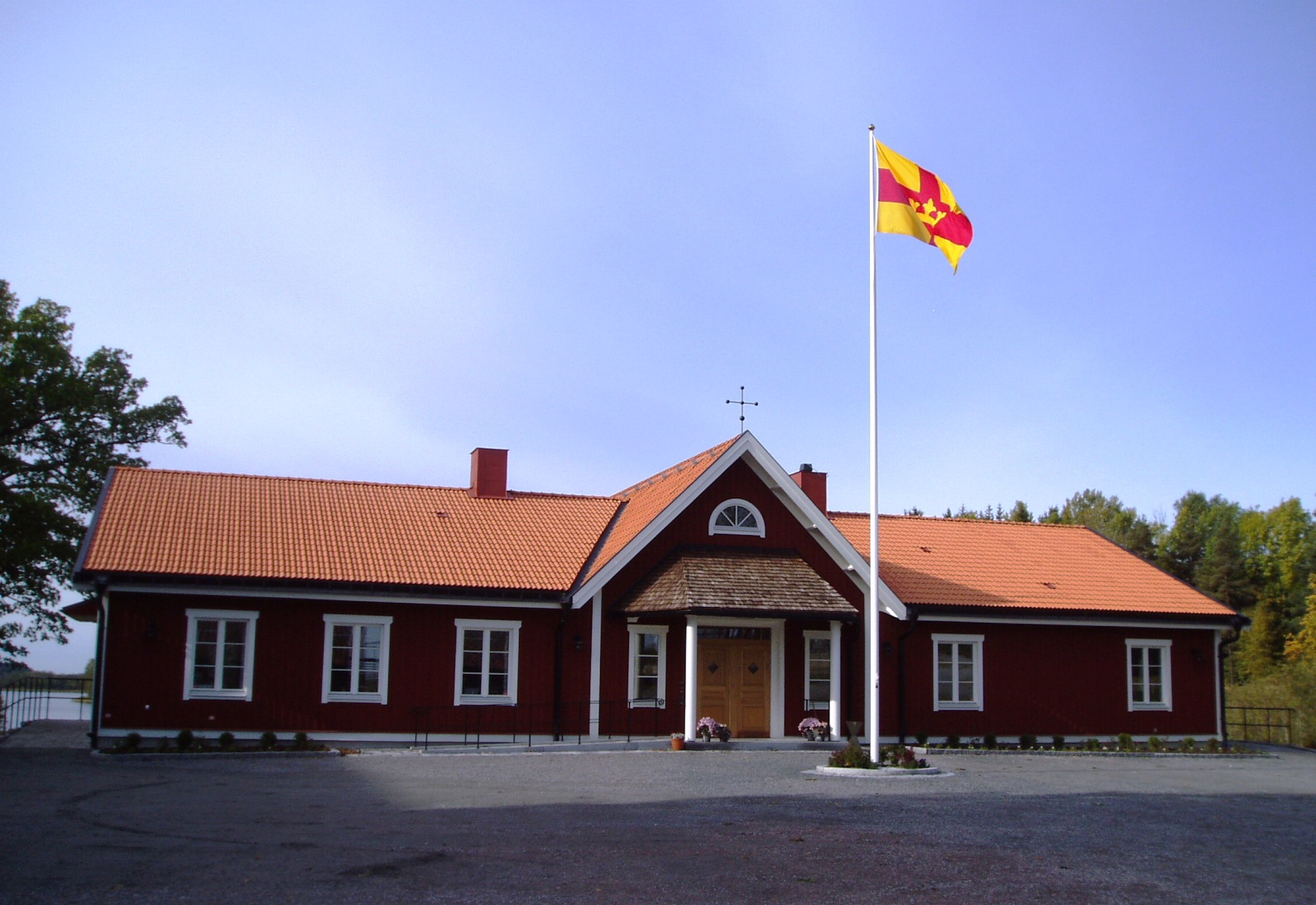
Församlingshemmet.

Frötuna kyrka är en kyrkobyggnad i Frötuna och tillhör Frötuna församling i Uppsala stift. Kyrkan ligger strax söder om Norrtälje, på en stigning i terrängen vid norra änden av Frötuna kyrksjö. Kyrkogårdens mur byggdes av dalkarlar i början av 1800-talet och följer i stort sett den medeltida kyrkogårdens sträckning. Mot norr och öster finns två medeltida stigluckor bevarade. Norra stigluckan är sannolikt äldst. Stigluckorna mot söder och väster är numera rivna. Södra stigluckan kallades Ösbyholms stiglucka och var så stor att den användes som sockenmagasin. Västra stigluckan var till för de sockenbor som anlände med båt. Klockstapeln uppfördes 1812. Sydöst om kyrkan ligger prästgården.

## Kyrkobyggnaden
Medeltidskyrkan är byggd av oputsad kluven gråsten med tegel i röstena och består av ett rektangulärt, enskeppigt långhus med ett rakt avslutat, fullbrett kor i öster. I norr står en vidbyggd sakristia och i söder ett relativt stort vapenhus. I söder står även ett gravkor från 1600-talets mitt, Ösbyholmsgravkoret, även benämnt Löwenska gravkoret. Det är av putsat tegel och har karnisformad huv och lanternin med spira. Direkt öster om kyrkan finns det Bondska gravkoret från år 1770 i vit puts med MDCCLXX på romerska siffror. Två ingångar till kyrkan finns, den ena i västgaveln och den andra i söder via vapenhuset. Långhusets ursprungliga sydportal är bevarad och för numera mot vapenhuset. Intill norra muren syns ännu lämningar efter en sakristia i romansk stil som stått norr om det äldsta koret. Kyrkorummet täcks av ett brant spånklätt sadeltak.
Kyrkans äldsta delar är daterade till slutet av 1100-talet och består av långhusets två mellersta travéer. Under medeltiden förlängdes kyrkan mot både öster och väster. Första förlängningen gjordes österut omkring 1250 - 1275. Det nya, nuvarande korets östmur fick en trefönstergrupp med omfattning av tegel och till korets hörn flyttades de romanska hörnkedjorna av sandsten. Den nuvarande sakristian uppfördes och försågs med tunnvalv. På 1330-talet höjdes kyrkorummets murar med upp till tolv tegelskift. Gavlarna fick en brantare och mer gotisk resning.
I mitten av 1400-talet slogs unikt konstruerade stjärnvalv. Vapenhuset tillkom under andra delen av samma århundrade och dekorerades med kalkmålningar av den så kallade Tierpsskolan. Dess östra del inreddes till kapell, troligen för Sten Sture den äldre. Bland kalkmålningarna syns vapen förda av Sten Sture den äldre och hans maka Ingeborg Tott.
Kapellet avskiljs med ett skrank och är ett av fåtaliga i sitt slag bevarade från medeltiden. Vid samma tid planerades ett torn i väster, men denna tillbyggnad kom att uppföras omkring år 1500 endast i samma höjd som den övriga kyrkan och inreddes istället till kapell, som var välvt redan från början. Kyrkorummets västra del har ett fåtal kalkmålningar. På östra muren till trapphuset mot vinden syns Sankt Kristoffer bärande Kristusbarnet. Enligt en inskrift är framställningen från 1503. Kring mitten av 1600-talet tillfogades som tidigare nämnts, det Ösbyholmska eller det Löwenska gravkoret i söder.
Frånsett den konstfulla predikstolen i barock är inredningen i huvudsak från 1700-talet, både altartavlan, bänkinredningen, läktaren och de så kallade pyramiderna på de främre bänkraderna.
1756 genomgick kyrkan en stor renovering varvid kalkmålningarna i tidsenlig stil torde ha överputsats. 1770 uppfördes direkt öster om kyrkan det Bondska gravkoret, i vit puts med årtalet MDCCLXX. 1932 renoverades kyrkan åter varvid bland annat kalkmålningarna konserverades och bänkinredningen ändrades. Kyrkan har en medeltida karaktär som interiört blandas med 1700-tal.

## Bilder exteriören

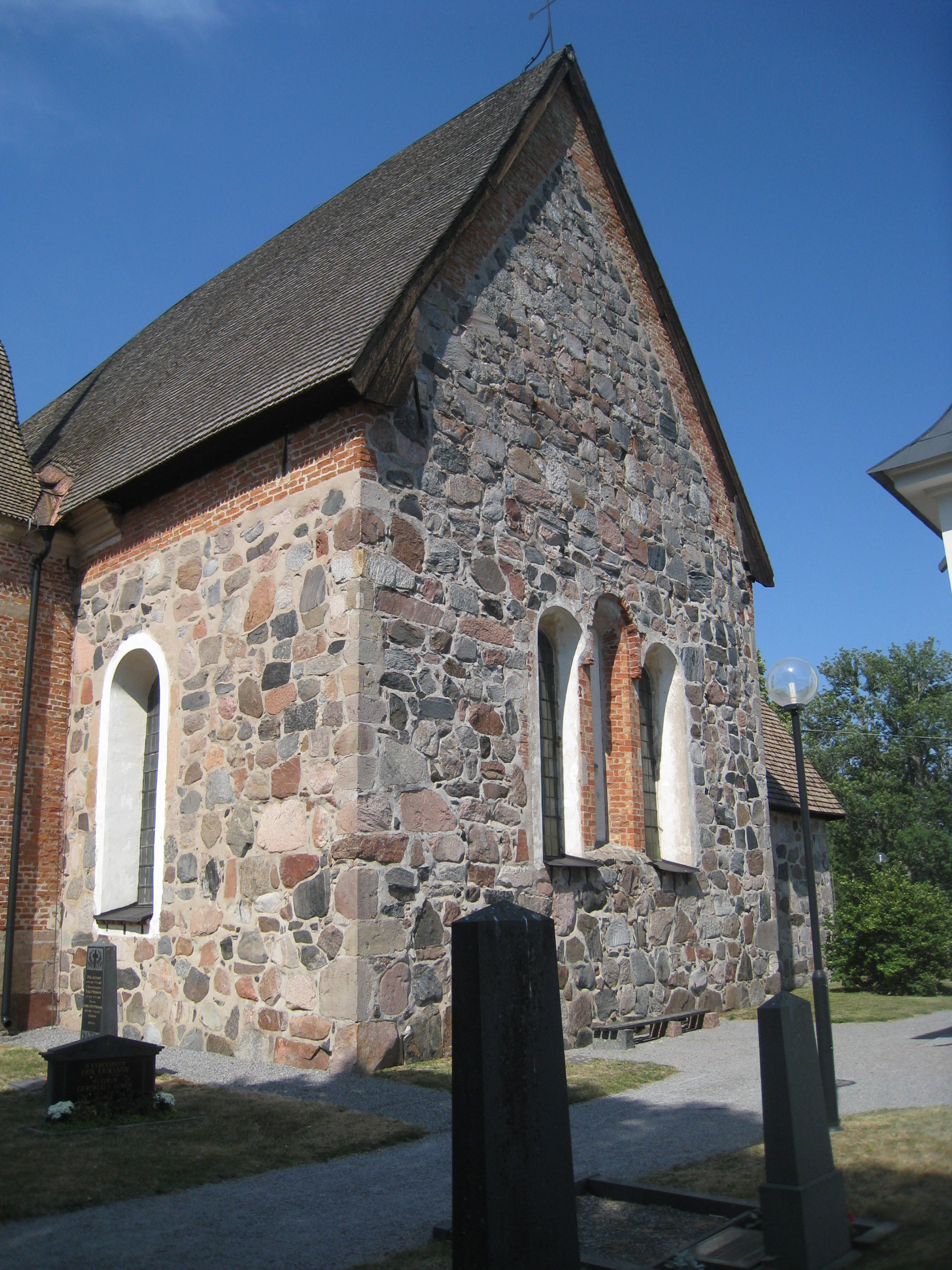
Gaveln mot öster byggdes i oputsad kluven gråsten under medeltiden.
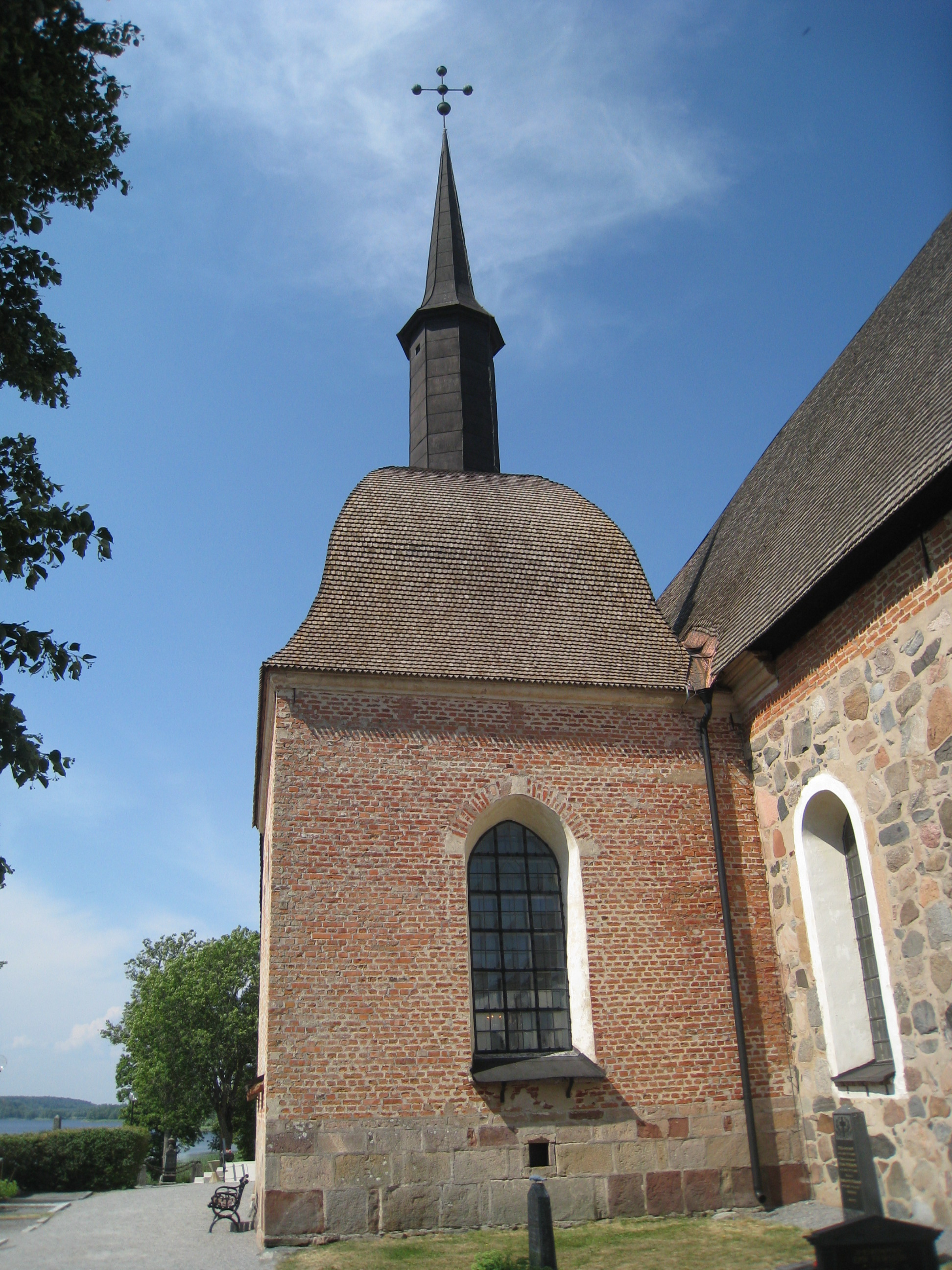
Kyrktornet byggdes under 1400-talets senare del i tegel, men det nådde aldrig full höjd.
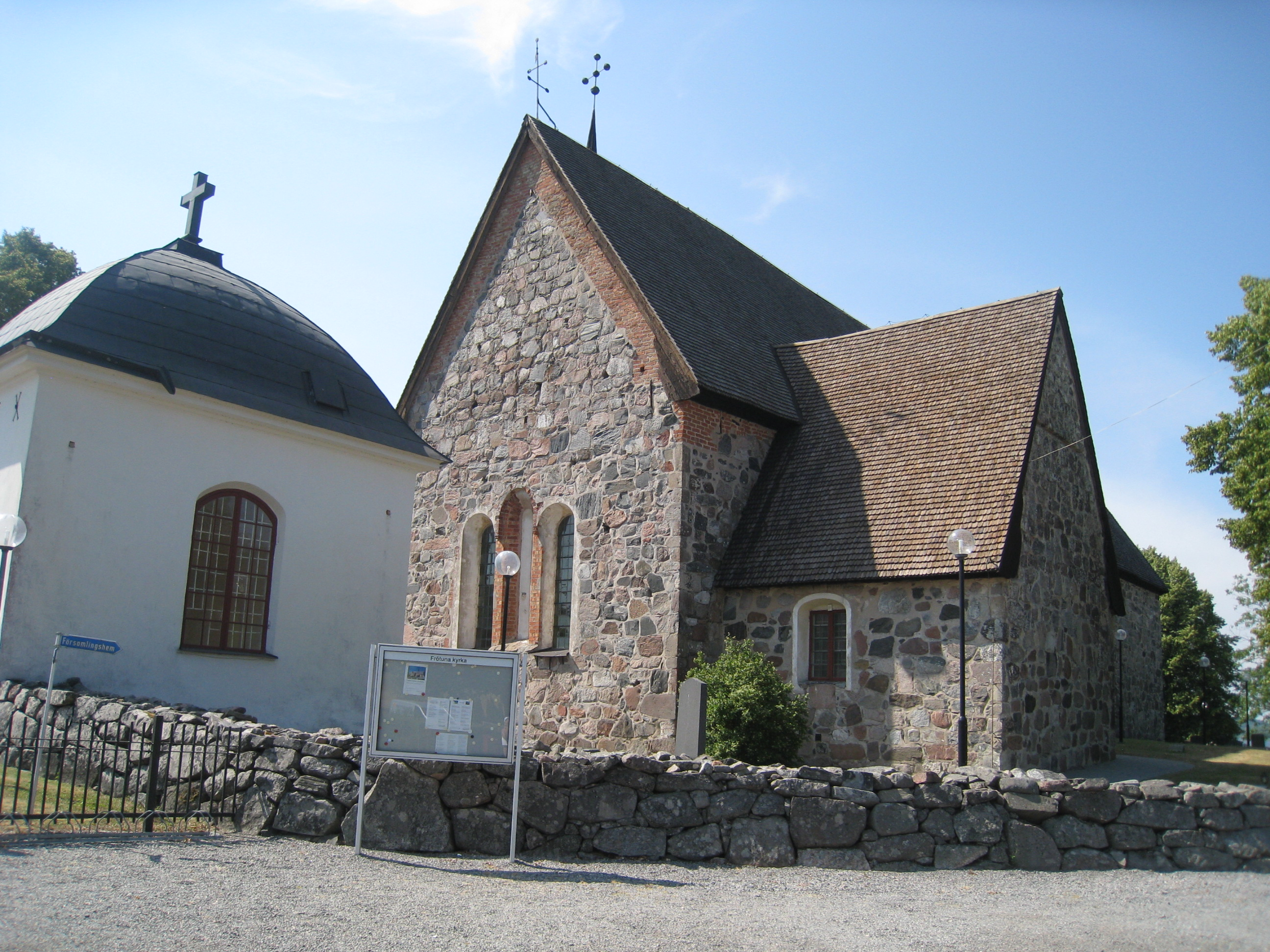
Kyrkomuren med gavel mot öster och kopplade fönster, byggd på 1200-talet. De båda yttre fönstren vidgades 1788.
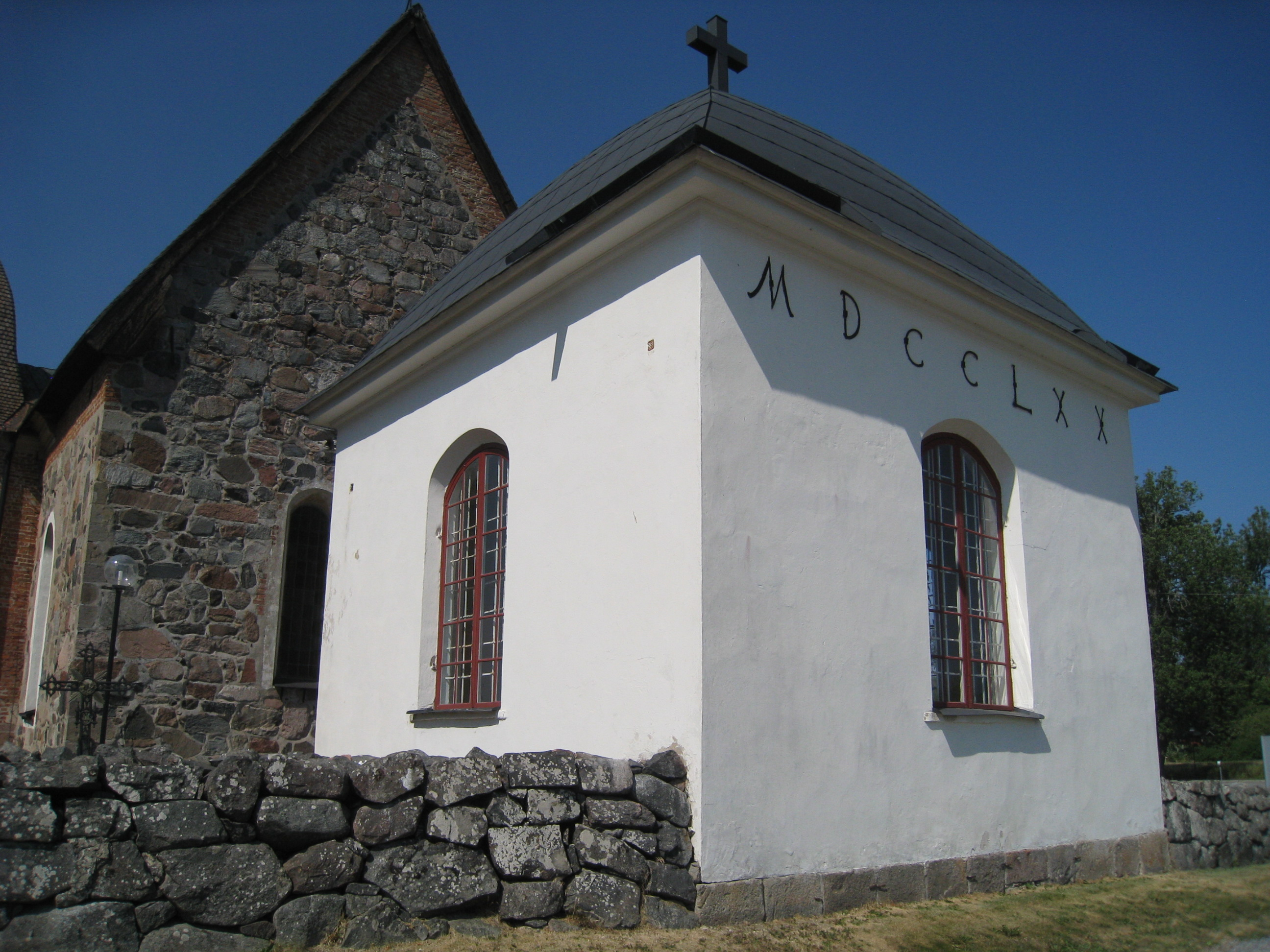
Gravkapellet byggdes 1761.

## Inventarier
- Altare och altarring tillverkades 1773 av snickaren N J Dahlström från Norrtälje. De målades och förgylldes år 1788. Med ledning av rester från ursprunglig färg försågs de 1932 med grönmarmorering och förgyllningar. Dessförinnan var de vitmålade.
- I triumfbågen hänger ett krucifix från omkring 1275.
- Dopfunten i fyrpassform är från 1200-talets senare del.
- Bland flera medeltida skulpturer finns en Sankt Olofbild från 1300-talets början. Skulpturen är försedd med krona, yxa och riksäpple och trampar på sitt hedniska jag. Originalet förvaras på Historiska museet medan en kopia finns i kyrkan.
- Predikstolen är från 1640-talet och var avsedd för södra väggen.
- Altarkrucifixet av silver skänktes 1732 till kyrkan av baron Axel Löwen.
- Orgeln byggdes 1916 av firman E. A. Setterquist & Son, Örebro.

| Man I. Huvudverk C-g3 | Man II. Svällverk C-g3 | Pedal C-f1    | Koppel |
| --------------------- | ---------------------- | ------------- | ------ |
| Borduna 16'           | Rörflöjt 8'            | Subbas 16'    | II/I   |
| Principal 8'          | Salicional 8'          | Violoncell 8' | II/P   |
| Flûte harmonique 8'   | Violin 4'              |               | I/P    |
| Gamba 8'              |                        |               |        |
| Oktava 4'             |                        |               |        |
| Oktava 2'             |                        |               |        |
| Trumpet 8'            |                        |               |        |

## Bilder interiören

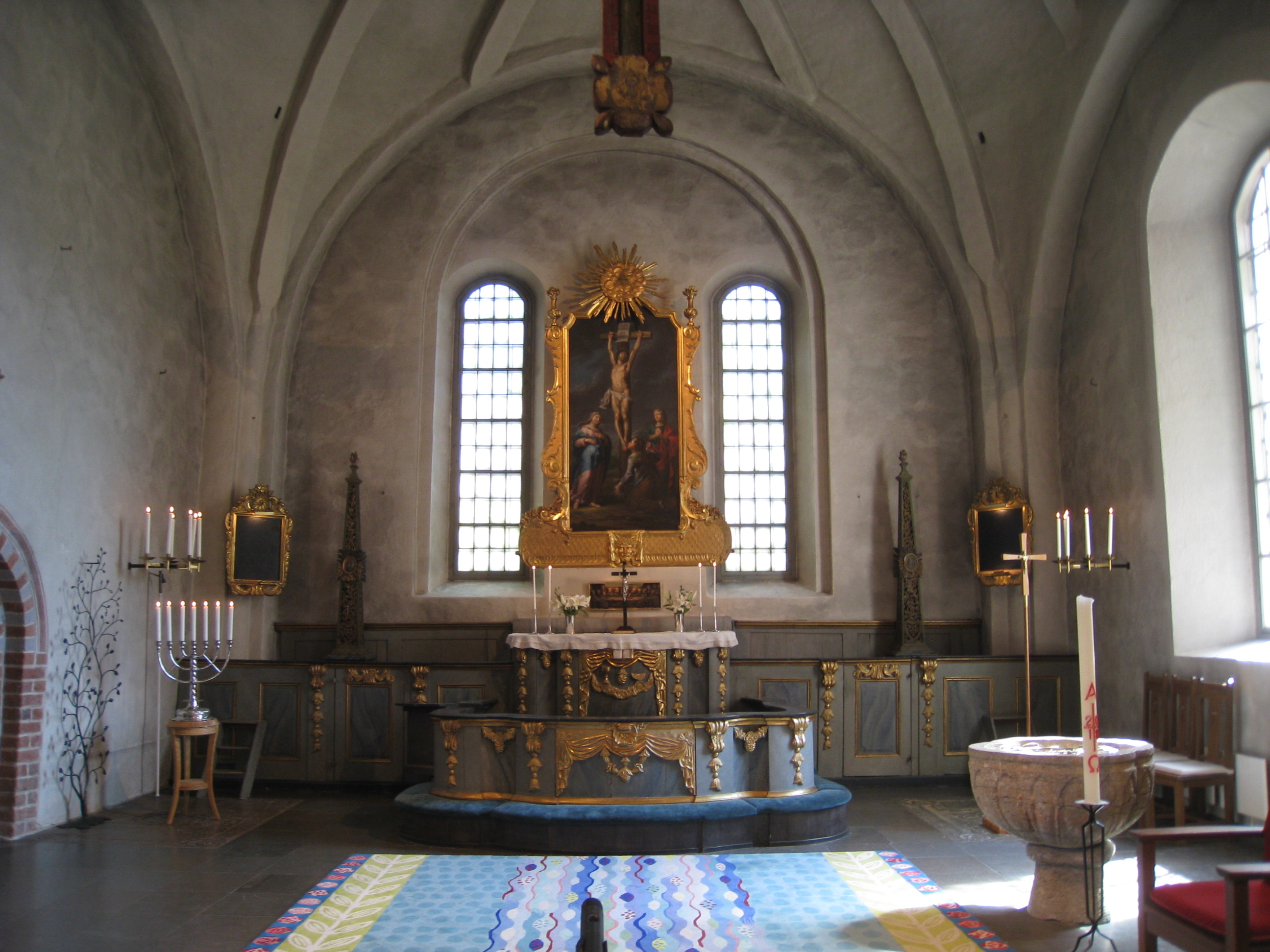
Altare med altarringar.
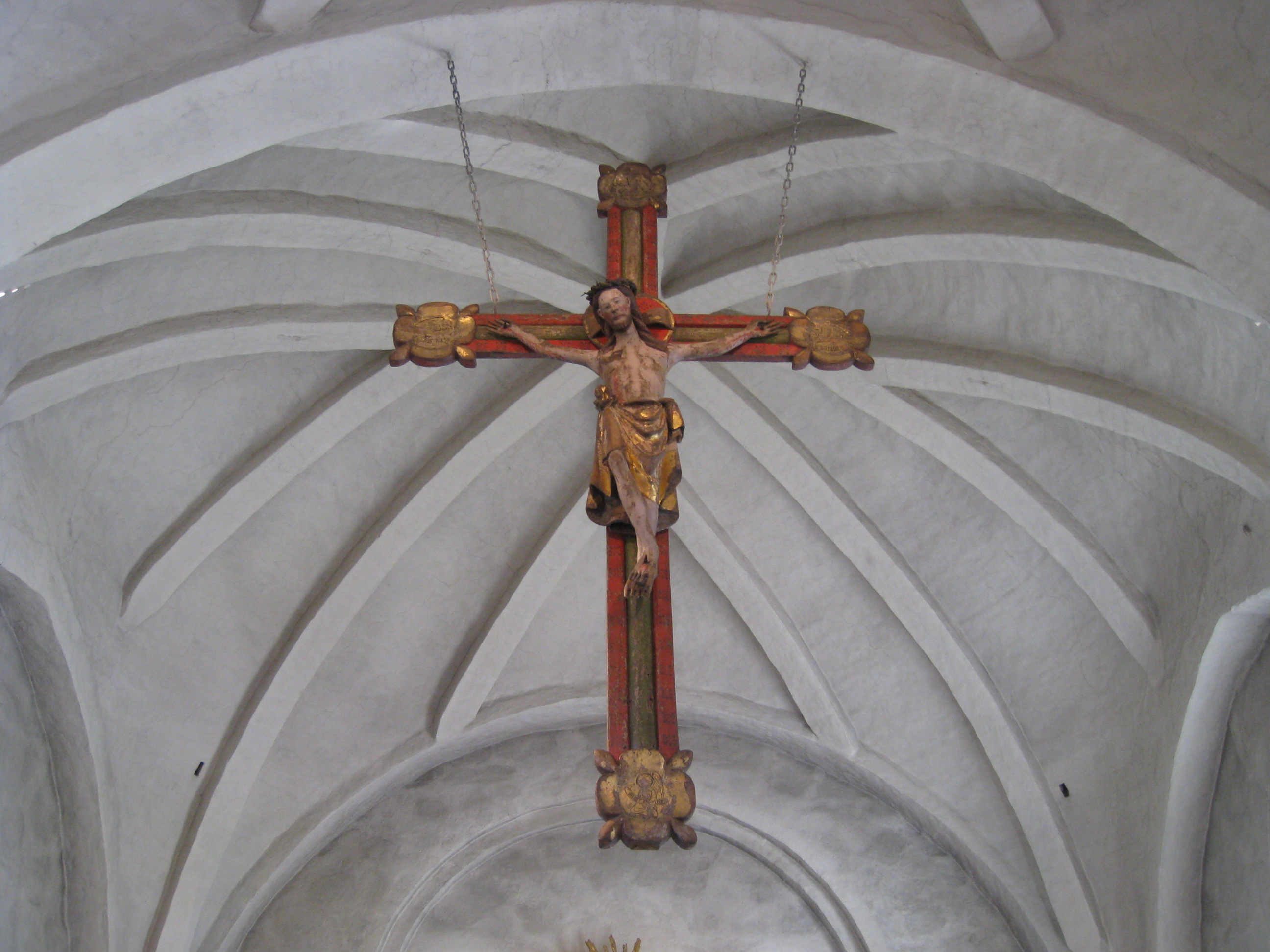
Triumfkrucifixet hänger i kyrkans triumfbåge.
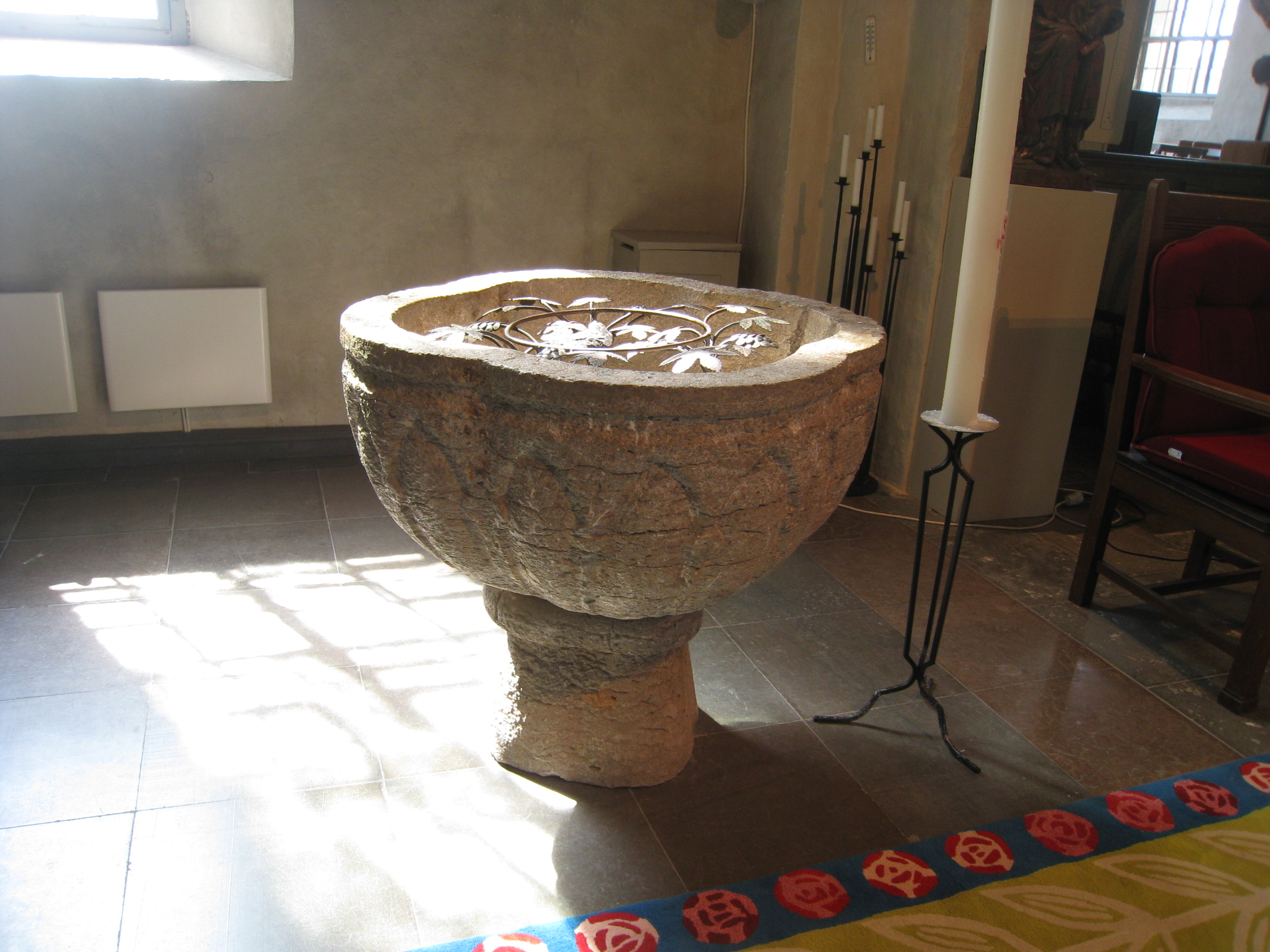
Dopfunten är fyrpassformad och har på medeltida vis placerats i väster.
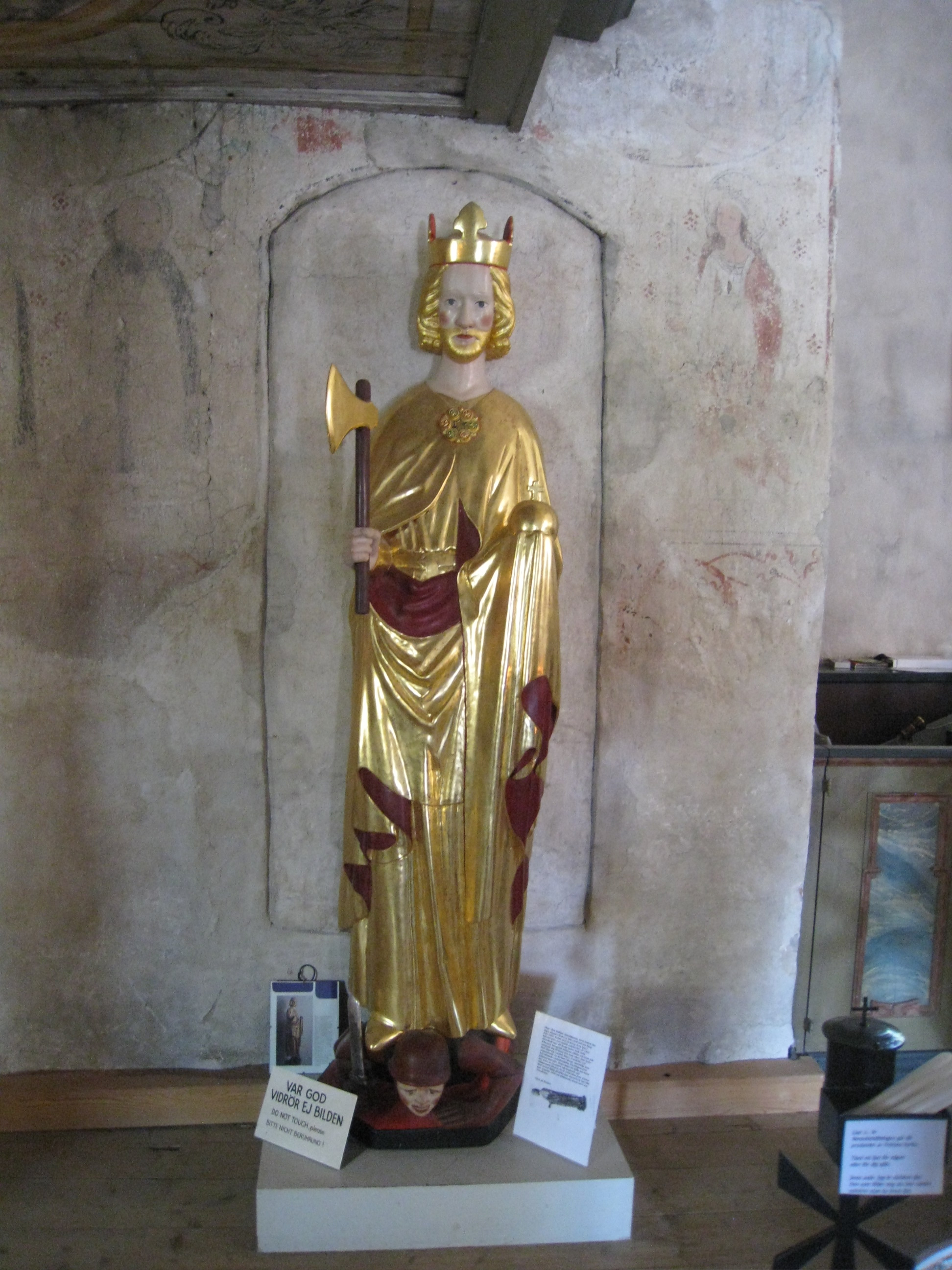
Sankt Olof är försedd med krona, yxa och riksäpple och trampar på sitt hedniska jag.
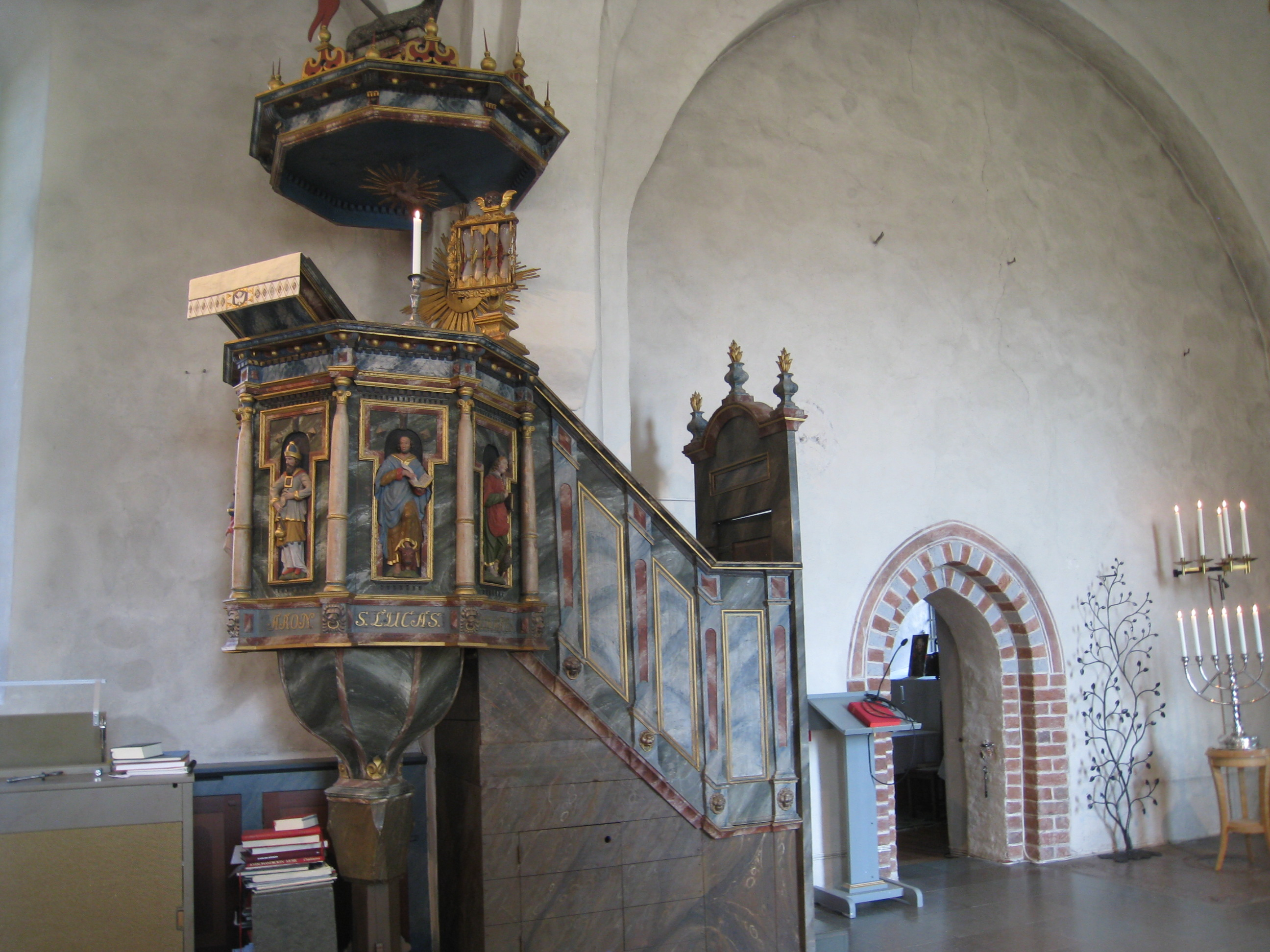
Predikstolen från 1640-talet.
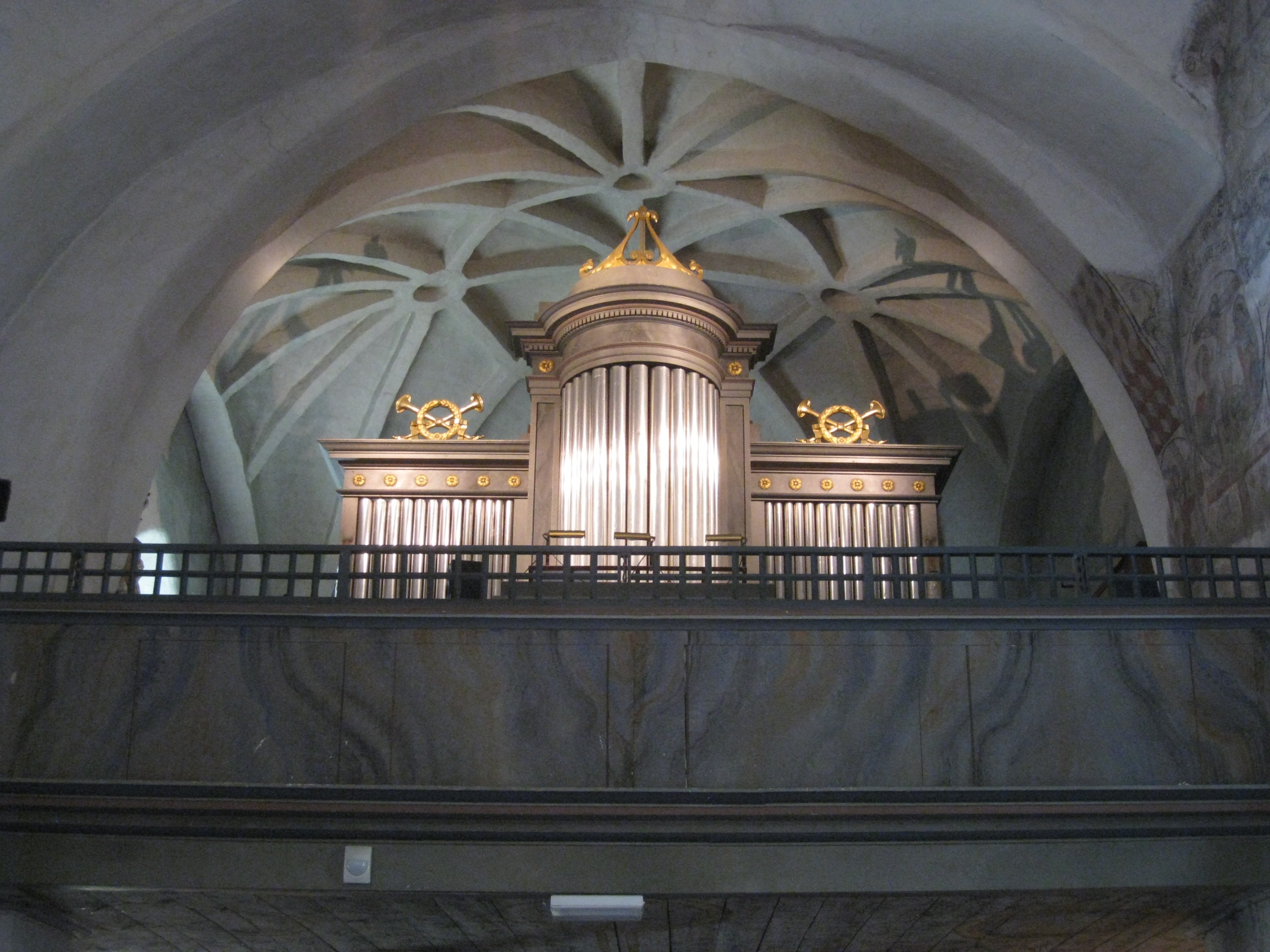
Orgelläktaren.

## Bilder begravningsvapen, helgonskåp och träskulpturer
Helgonskåpet, det så kallade Elisabet-skåpet, är från omkring 1490. Helgonet Sankta Elisabet av Thüringen, även Sankta Elisabet av Ungern, levde 1207-1231. Hon vigde sitt liv åt att vårda sjuka och fattiga. Hon var ett skyddshelgon för sjukhus, sjuksköterskor, bagare, brudar, grevinnor, döende barn, landsflyktiga, hemlösa, spetsknypplare, tertiarier och änkor.
Pietà-gruppen avbildar en sörjande Jungfru Maria vid sin döde sons kropp. Pietà kommer av italienska ’fromhet, ömhet, barmhärtighet’, av latinets pietas, och är ett tema inom den kristna konsten. 

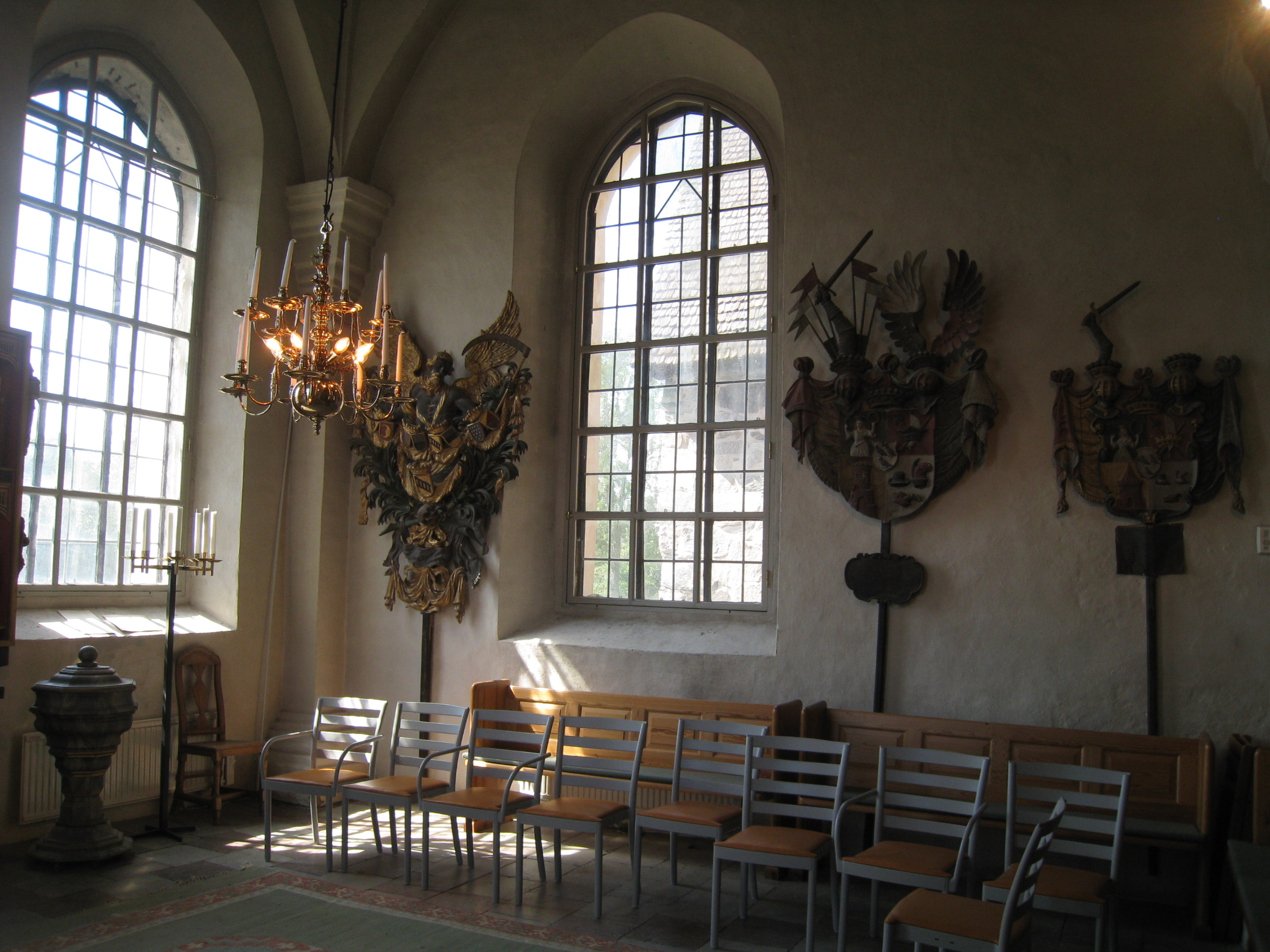
Begravningsvapen över Johan (Joakim) Wilhelm Lützow (död 1699) i mitten och friherre Caspar Otto Sperling (död 1653) längst till höger. Längst till vänster syns begravningsvapen över Johan (Joakim) Wilhelm Lützow (fäderne, buret av Tiden).
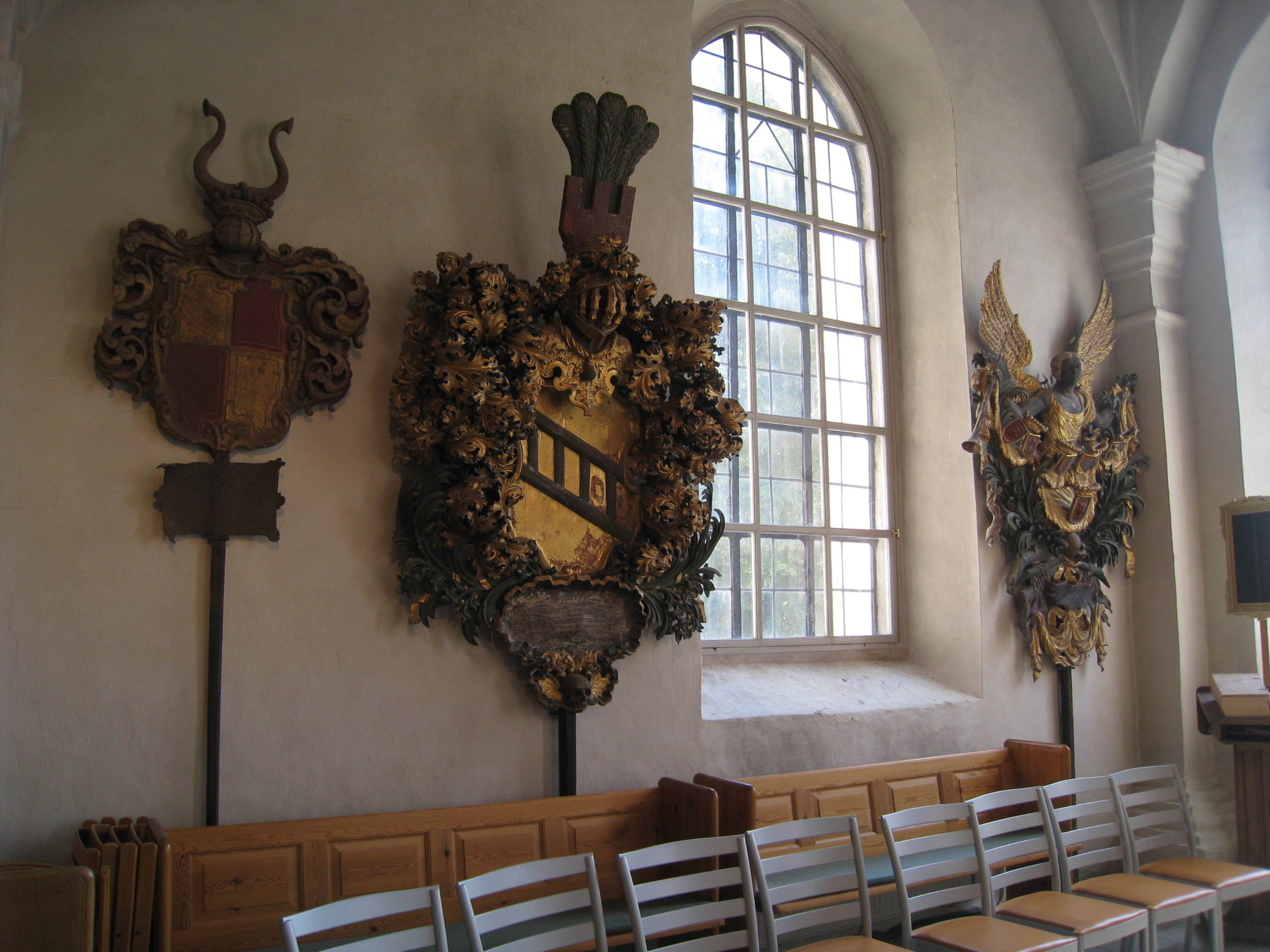
Begravningsvapen över Axel Tott (död 1669) och Johan (Joakim) Wilhelm Lützow (död 1699). Längst till höger syns begravningsvapnet över Johan (Joakim) Wilhelm Lützow (möderne, buret av Ryktet).
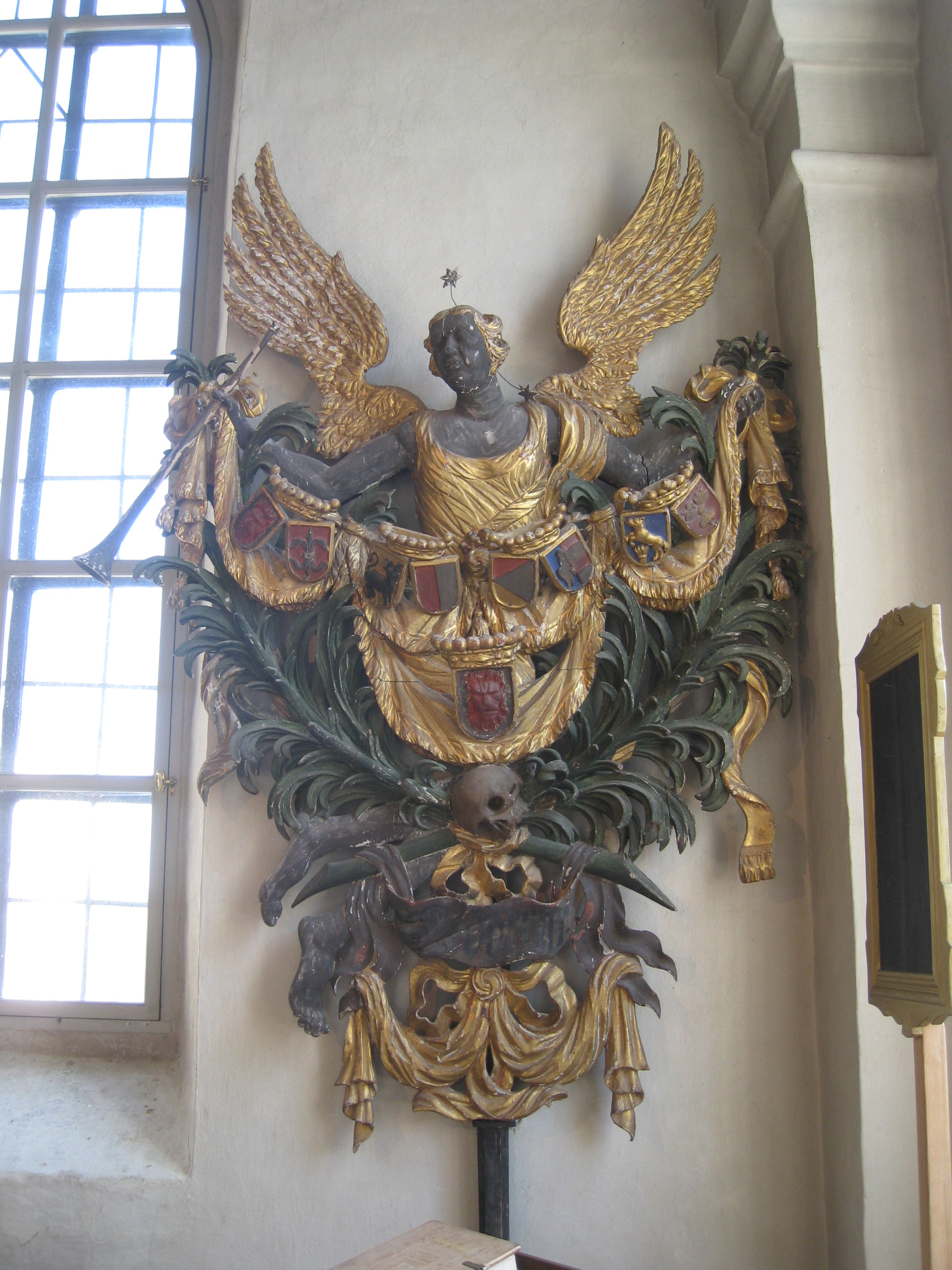
Begravningsvapen över Johan (Joakim) Wilhelm Lützow (död 1699) (möderne, buret av Ryktet).
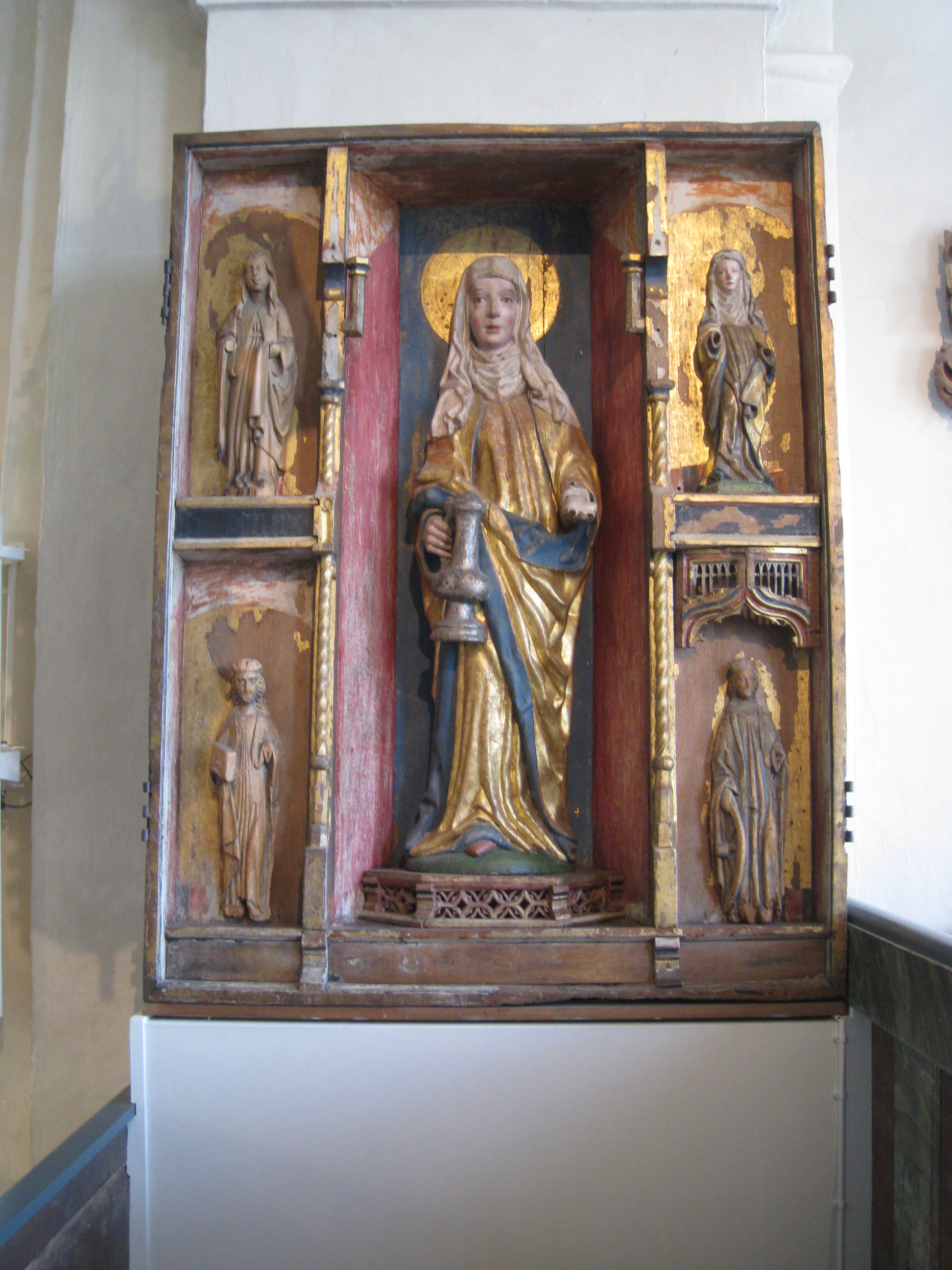
Helgonskåpet från omkring 1490 är tillägnat Elisabeth av Thüringen, även kallad Elisabeth av Ungern.
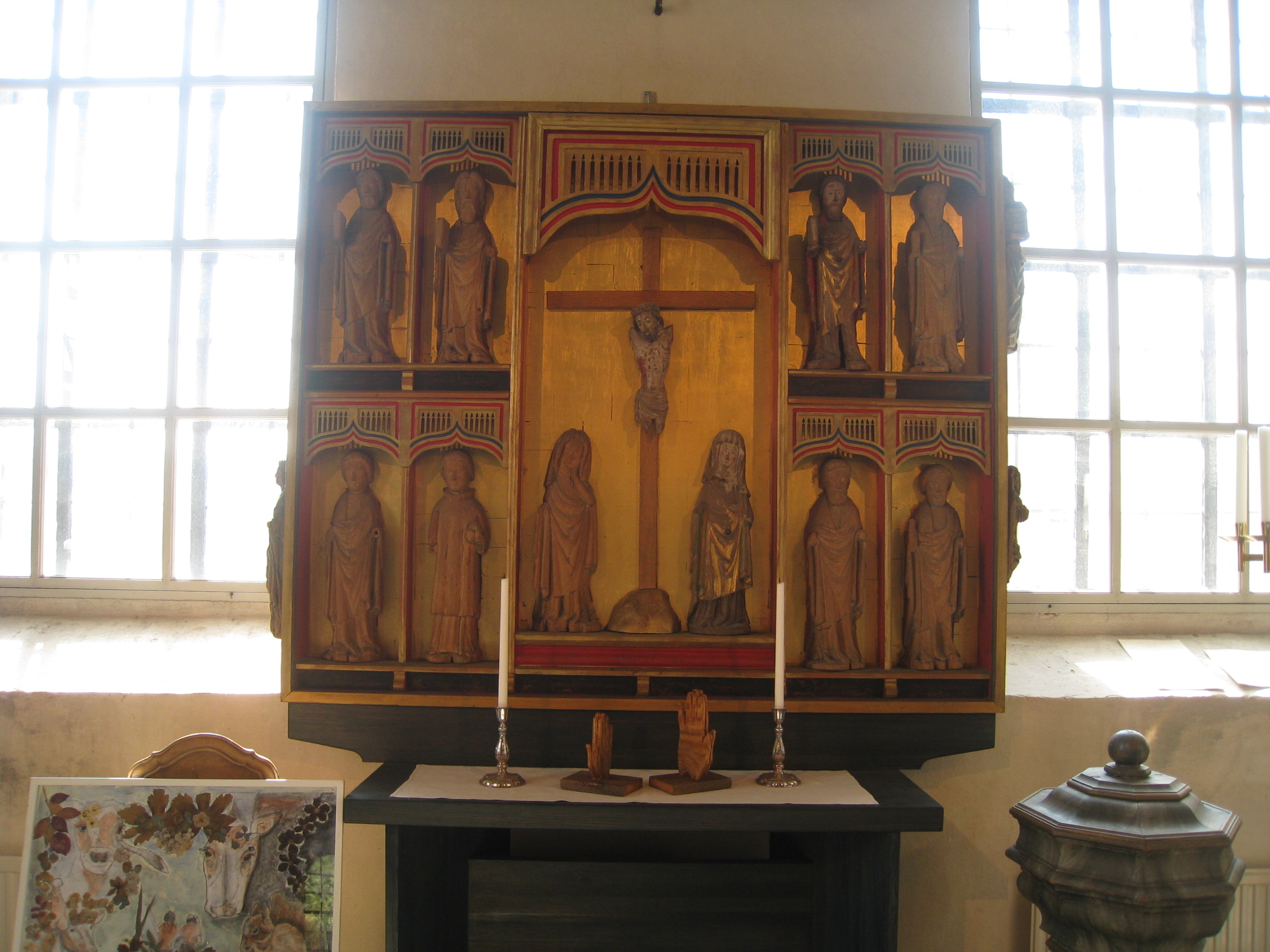
Helgonskåp.
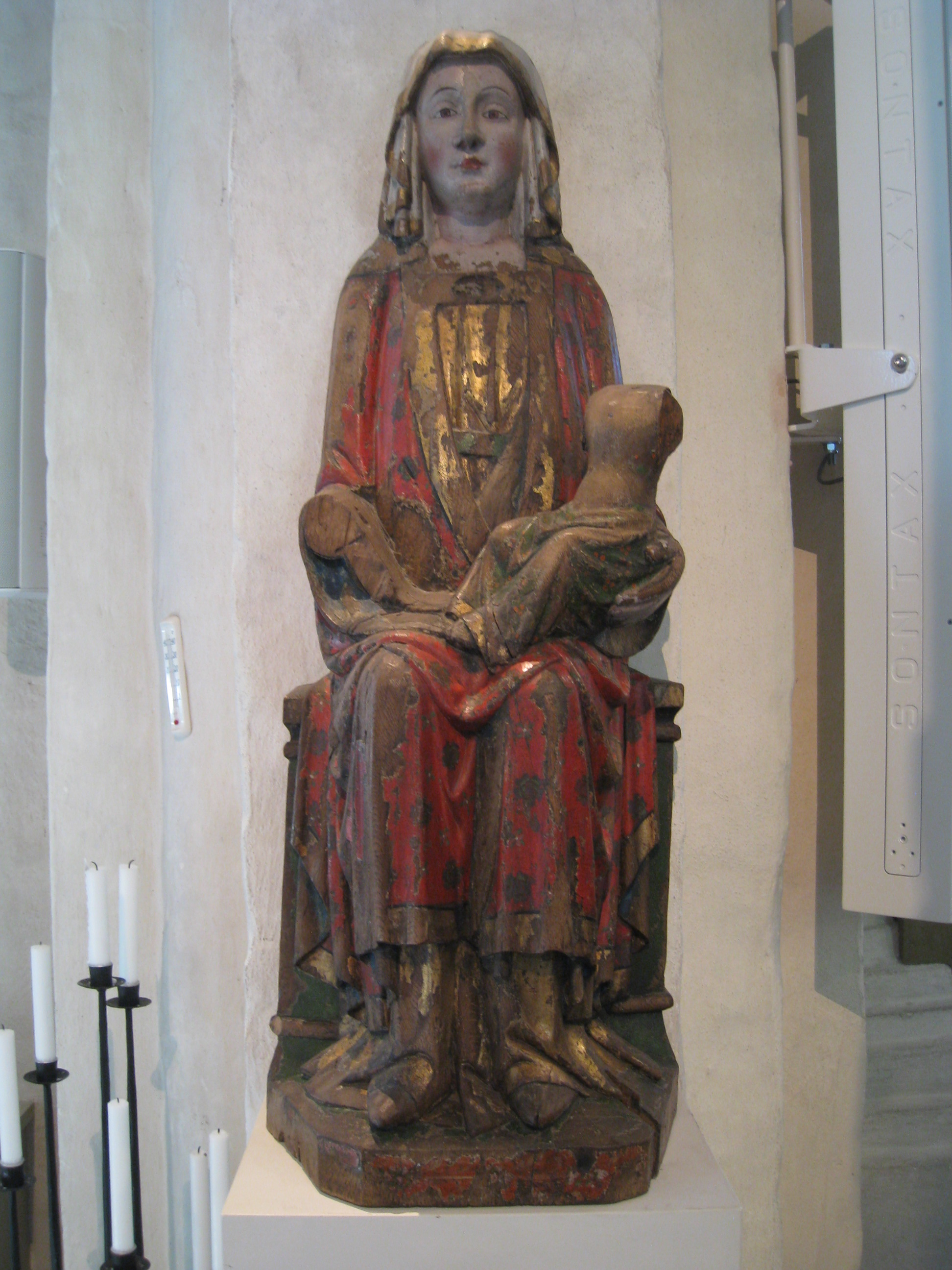
Anna själv tredje, träskulptur från 1300-talet.
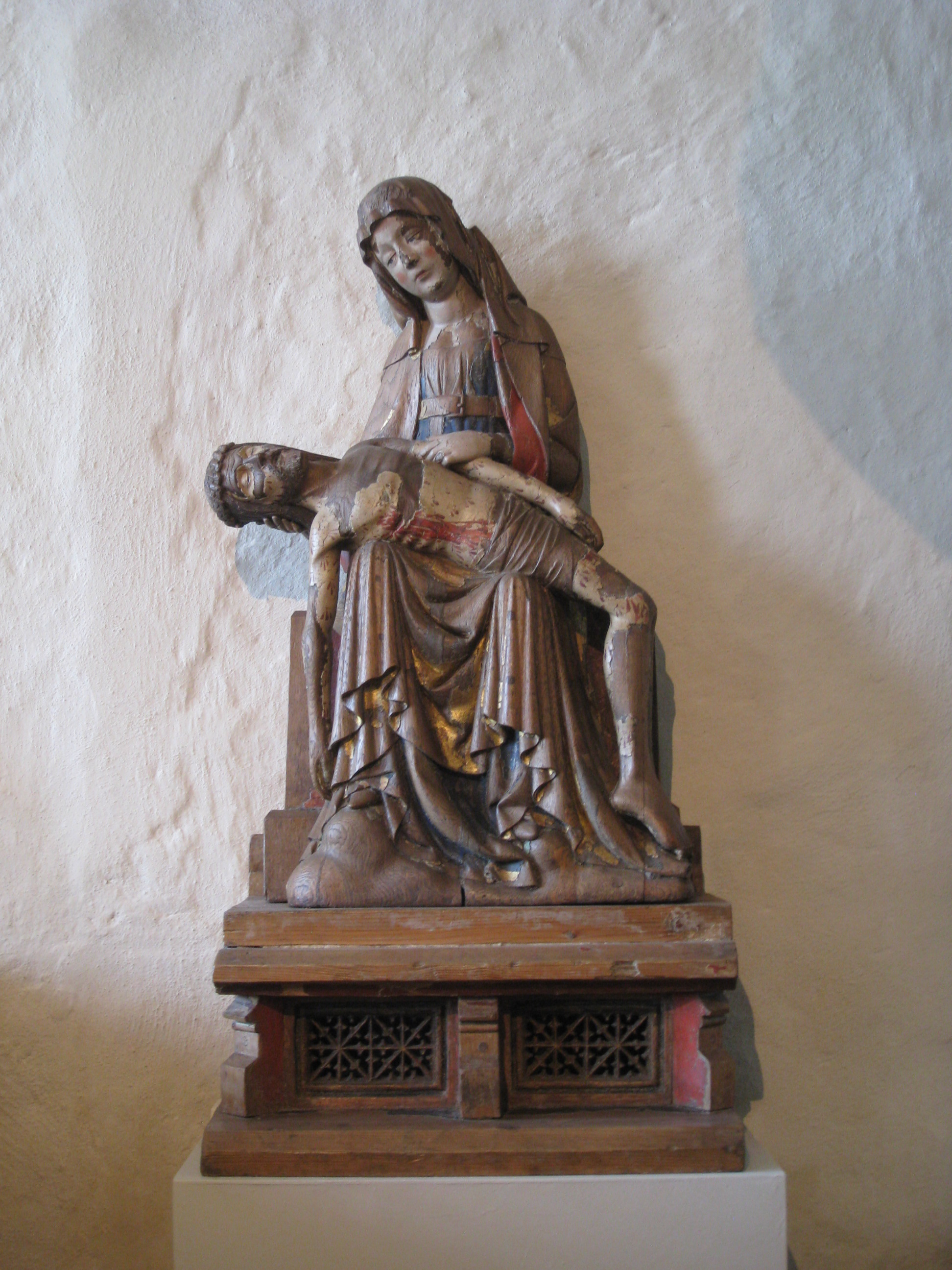
Pietà-grupp, träskulptur från 1400-talets mitt.

### Webbkällor
- anläggningspresentation
- www.roslagen.se
- Stockholms läns museum[död länk]
- Mer från Stockholms läns museum